# رومانوفکا (شهرستان چیشمینسکی، باشقیرستان)
رومانوفکا (انگلیسی: Romanovka, Chishminsky District, Republic of Bashkortostan) یک شهرک در شهرستان چیشمینسکی در استان باشقیرستان کشور روسیه است.